# 리나 사스트리
리나 사스트리(Lina Sastri, 1953년 11월 17일 ~ )는 이탈리아의 배우, 가수이다. 다비드 디 도나텔로상 여우주연상 2회(1984년, 1985년), 1984 나스트로 디아르젠토 여우주연상 수상자이다.

## 대표 작품
- Mi manda Picone (1983)
- Segreti segreti (1985)
- 탐구 (L'inchiesta, 1986)
- 작은 오해들 (Piccoli equivoci, 1989)
- 바리아 (2009)